# Не зарікайся
«Не зарікайся» (рос. «Не зарекайся») — український телевізійний серіал виробництва телеканалу «Україна». Знятий російською мовою, епізодично зустрічаються репліки українською.

## Сюжет
1 вересня життя десятикласниці Людмили Поліщук кардинально змінилося. Її звинувачено у вбивстві відомого в Криму політика Володимира Мєшкова. Людмила, яка нічого не пам'ятає, звинувачена, руки її вкриті кров'ю жертви, вбивство вона начебто скоїла ножем.
Сім'я багатої жертви робить все, щоб дівчина отримала довічне ув'язнення. Молодший брат Мєшкова Олександр намагається вбити героїню, але останньої миті міняє наміри, лякаючи Людмилу, що вона ніколи більше не вийде з тюрми. В тюремній лікарні Людмила дізнається про свою вагітність. Розгубившись, вона віддає новонароджену доньку старшій сестрі, плануючи згодом забрати її.
Згодом серіал показує 2014 рік, останній місяць із 17 років життя героїні в жіночій колонії в Луганській області. Після виходу на волю вона опиняється посеред військових дій на Донбасі. Її зраджують рідні люди, а попереду боротьба за доньку.

## У ролях
- Валерія Ходос — Людмила Поліщук
- Дмитро Суржиков — Степан Матвієнко
- Яна Соболевська — Вікторія Мєшкова
- Костянтин Данилюк — Павло Савченко
- Ірина Новак — Дарина Колесникова
- Віталій Салій — Олександр Савченко
- Анна Кошмал — Світлана Матвієнко, донька Людмили
- Анастасія Блажчук — Томка
- Федір Гуринець — Костя Колесников
- В'ячеслав Довженко — Валентин
- Олександра Сизоненко — Богдана Матвієнко, донька Степана
- Софія Письман — Фаїна
- Андрій Ісаєнко — Георгій
- Марта Логачова — Ліза
- Борис Абрамов — Володимир Володимирович Ісаєв, полковник СБУ
- Павло Москаль — Максим
- Світлана Шекера — Галина
- Катерина Варченко — Катерина Клименко
- Катерина Вишнева — Ксюша
- Олександр Рудько — Гена
- Олена Бондарєва-Рєпіна — Зіна
- Сергій Сипливий — Кузьма
- Андрій Мостренко — Володимир Мєшков
- Костянтин Октябрський — Роман Платов
- Ганна Лебедєва — Маргарита, поштарка
- Дмитро Соловйов — Чижик
- Аліса Гур'єва — Ірина, масажистка
- Валерія Гуляєва — Марина
- Світлана Зельбет — Наталя
- Владислав Писаренко — Леонід
- Юлія Гапчук — Алла
- Ярослав Ігнатенко — співробітник ритуального бюро
- Михайло Романов — багатий старий
- Аліса Гур'єва — Ірина, масажистка
- Олександр Попов — Кирило
- Ксенія Вертинська — Надя
- Дмитро Гаврилов —
- Аліса Гур'єва — Ірина, масажистка
- Сергій Воляновскій — Бригадир
- Ксенія Вертинська — Надя
- Ксенія Ніколаєва — Ольга Борисівна, вихователька в дитбудинку
- Данило Мірешкін — Антон, сутенер
- Євген Лебедин — Роман в дитинстві
- Ігор Шкурін — начальник колонії
- Світлана Штанько — Карина, домробітниця Савченко
- Дмитро Усов — Дмитро
- Ігор Портянко —
- Інга Нагірна — Варвара
- Інна Мірошниченко — Мати Людмили Поліщук
- Денис Капустін — Олександр в дитинстві
- Олеся Чечельницька — медсестра
- Сергій Булин — адміністратор в готелі
- Георгій Лещенко — вихованець дитбудинку
- Анжела Чорномор — акушерка
- Володимир Гончаров — черговий РВВС
- Сергій Бондарчук — слідчий з Кременчука
- Іван Залуський — Тарасюк

## Герої
Один з найбільш негативних героїв — працівник української прокуратури, що знущається з переселенців з АТО, а його персонаж зображено як абсолютно неадекватну людину. В 66-му епізоді мати українського солдата, Фаїна Марківна, намагаючись урятувати сина з полону, бере в заручники переселенку з так званої «ДНР».
У п'ятій серії головна героїня Людмила цитує роман Булгакова «Біла гвардія»: «Давайте вип'ємо за кремові штори. За ними відпочиваєш душею, забуваєш про всі жахи громадянської війни», говорячи так про російсько-українську війну на сході України.
Після появи масових претензій до серіалу і до каналу «Україна» (належить компанії, власником якої є Рінат Ахметов) загалом, в групі серіалу у ВК з'явилось кілька так званих «патріотичних відео» з нарізкою реплік героїв, з яких може скластися думка про загалом правдиве висвітлення війни і позитивне ставлення українських бійців. Герої ролика говорять, що «нам пощастило, що нашу батьківщину захищають такі люди» або «для людини головне — батьківщину захищати».

## Критика
Деякі сцени серіалу мають яскраву антидержавну спрямованість, показуючи терористів з ДНР та ЛНР, українців називають «украми», «купкою фашистів», «кривавою хунтою», а Донбас «воює за свободу» («ми просто хотім, чтоб Донбас бил свободним», «ми спокойно жилі і нікого нє трогалі»). На думку більшості членів Незалежної медійної ради, засідання якої відбулося 26 квітня, подібні вислови слугували засобами для зображення негативних рис персонажів з банди отамана Шелеста, які викрадали, катували українських полонених, а також для протиставлення цих персонажів Україні. Крім того, саме за їх допомогою вибудовується драма в житті головного персонажа цієї серії Окрім того, у стрічці майже немає україномовних персонажів.
Експертна комісія з питань розповсюдження і демонстрування фільмів при «Держкіно» більшістю голосів (11 з 16 голосів) схвалила прокат стрічки на українських телеканалах.
| №  | П.І.П члена комісії | Рішення                                                                                |
| -- | ------------------- | -------------------------------------------------------------------------------------- |
| 1  | Васильєв С.Г        | дозволений для телевізійного показу для аудиторії після 16 років на території України; |
| 2  | Волошенюк О.В.      | дозволений для телевізійного показу для аудиторії після 12 років на території України; |
| 3  | Грущенко Т.С.       | дозволений для телевізійного показу для аудиторії після 12 років на території України; |
| 4  | Капранов В.В.       | заборонений для телевізійного показу на території України;                             |
| 5  | Курінний О.В.       | заборонений для телевізійного показу на території України;                             |
| 6  | Мартинюк Р.М.       | заборонений для телевізійного показу на території України;                             |
| 7  | Новікова Л.Є.       | дозволений для телевізійного показу для аудиторії після 12 років на території України; |
| 8  | Оснач С.Г.          | заборонений для телевізійного показу на території України;                             |
| 9  | Пашкова О.Й.        | дозволений для телевізійного показу для загальної аудиторії на території України;      |
| 10 | Першко О.В.         | дозволений для телевізійного показу для аудиторії після 12 років на території України; |
| 11 | Ростоцький М.Ю.     | заборонений для телевізійного показу на території України;                             |
| 12 | Серебреникова Л.Є.  | дозволений для телевізійного показу для аудиторії після 12 років на території України; |
| 13 | Сьомкін С.В.        | дозволений для телевізійного показу для аудиторії після 16 років на території України; |
| 14 | Ткаченко М.В.       | дозволений для телевізійного показу для аудиторії після 12 років на території України; |
| 15 | Черков Г.А.         | дозволений для телевізійного показу для аудиторії після 12 років на території України; |
| 16 | Шпилюк О.С.         | дозволений для телевізійного показу для аудиторії після 12 років на території України. |

Голова комісії Пилип Іллєнко розпустив її наступного дня після голосування, не згодний з подібним рішенням. Іллєнко заявив, що категорично не згоден з поданою в серіалі тезою, що «будь-яка війна погана»: 
| «Україна зараз веде оборонну справедливу війну, відстоює свою незалежність, і можливістю сьогоднішньої дискусії ми завдячуємо тим хлопцям, які захищають наше життя та свободу» |.
Колишній член комісії, театрознавць, доцент кафедри театрознавства КНУТКТ та співавтор довідкового видання «Мала енциклопедія театру на Подолі» (2008) C. Г. Васильєв назвав рішення щодо розпуску комісії волюнтаристським, а дії Іллєнка окреслив як «повернення радянських методів цензури». Подібний погляд і в інших експертів комісії, Георгія Черкова, Марини Ткаченко та Оксани Волошенюк.
Сергій Оснач, один з членів Експертної комісії з питань розповсюдження і демонстрування фільмів, так прокоментував серіал:

| Йдеться не про окремий серіал, не про одну його серію, а про дуже небезпечний прецедент, коли олігархічний канал знімає своє бачення реальності і подає нам його як фільм про «нашу жизнь», як сказали на засіданні представники каналу. Цей фільм, на мою думку, суттєво викривлює нинішні події, події на Майдані і дискредитує проукраїнсько налаштованих громадян. Фільм ставить на один рівень загарбників і українських вояків, демонструє, що в них (сепаратистів) є своя правда. |
Максим Ростоцький, член комісії, голова Всеукраїнської громадської організації «Телеглядацька асоціація батьків України», медіаюрист, психолог, стосовно 66-ї серії телесеріалу, зазначив: 
| Сюжет поданої на експертизу серії намагається переконати глядача, що військовий конфлікт на сході України не є зовнішнім, а має ознаки громадянської війни. Це підтверджується наведеними вище словами Фаіни Марковни та відсутністю будь-яких згадок про державу-агресора, якою відповідно до чинного законодавства України є Російська Федерація[18]. |
Український письменник та видавець Віталій Капранов, член комісії, зазначив:
| На нашу скромну думку, серіал «Нє зарєкайся» – це коли ватники намагаються зняти щось патріотичне[19]. |
Українська журналістка, експертка з питань PR-комунікацій, виборчих та політичних технологій Ольги Лень зазначила, що: 
| Вперті повтори в серіалі сусідства української символіки з негативними персонажами. Якщо слідчий військової прокуратури вибиває покази з безневинної ВПО, то він, чомусь, обов'язково повинен бути або з тризубом, або з українським прапорцем на лацкані піджака. І ще показово «патріотичні» промови з уст саме негативних персонажів, в той час як позитивні персонажі традиційно лають владу. Концентрація подібних випадків змушує думати, що це відбувається не випадково[20] |
На думку Юрія Луканова, Голови Незалежної медіапрофспілки України, більшість претензій до серіалу були невиправданими. Натомість, у телесеріалі дійсно присутні чимало «моментів, щодо яких варто продискутувати. Зокрема, українська мова в серіалі звучить невиправдано мало». Окрім того, на думку Луканова та донецького журналіста Віталія Сизова, невиправданою є майже пряма реклама гуманітарної діяльності Ахметова на Донбасі, що присутня у телесеріалі.
25 квітня відбулося засідання Секретаріату «Національної спілки кінематографістів України», до порядку денного якого ввійшло питання переформатування Експертної комісії з питань розповсюдження і демонстрування фільмів при «Держкіно України» (прокатної комісії). Секретаріат НСКУ не погодився з рішенням голови Державної агенції з питань кіно Пилипа Іллєнка про припинення повноважень нинішнього складу прокатної комісії, прийнятого ним після того, як 18 квітня експерти більшістю голосів проголосували проти відкликання прокатного посвідчення в серіалу «Не зарікайся» телеканалу «Україна».
Голова Національної спілки кінематографістів України Сергій Тримбач повідомив, що спілка повністю підтримує членів Експертної комісії, які є й членами НСКУ, і рекомендує їх до складу знову, оскільки вони не порушили жодних етичних або юридичних норм.
Було заплановано повторне засідання ради Держкіно.

### Реакція телеканалу, творців фільму та їх колег
Представники каналу «Україна» прибули на засідання ради з наміром переконати комісію у патріотичності серіалу, аргументуючи це тим, що його начебто дивляться 23 млн глядачів, а фільм знято російською, бо «немає акторів, які говорять українською».
Авторка сценарію серіалу Тетяна Гнєдаш так відповіла на претензії прибічників заборони телесеріалу: «Це огидна, негарна практика — виривати з контексту будь-що, і на підставі цього, домислюючи те, чого немає, виносити вердикт. Не важливо — чи то книга, спектакль, серіал, фільм, фрагмент картини».
Дмитро Гольдман, режисер серіалу, сказав наступне: «Це художній твір, а не документальний фільм! Складно судити подібні формати по 5 скрін — це 100 серій, де історії просто розтягнуті в часі і відплата зазвичай буває для поганих людей».
Співвласник групи компаній Film.ua продюсер Сергій Созановський, який теж знімає для телеканалу «Україна» серіали, також підтримав право «Не зарікайся» на прокат.

### Реакція представників кіноспільноти
На підтримку серіалу виступив заступник генерального директора каналу СТБ Анатолій Максимчук.
Відомий кінорежисер, актор та телеведучий військово-паріотичного проєкту «Хоробрі серця» Ахтем Сеїтаблаєв  заявив про те, що він знайомий з деякими акторами, що грають в суперечливих епізодах, знає про їх патріотичну позицію і не може повірити в злі наміри. Сеїтаблаєв наголосив, що варто подивитись серіал повністю і не робити поспішних висновків.

### Реакція громадськості
22 квітня 2016 року група невідомих зайшла до київського офісу телеканалу «Україна». За версією представників каналу, група налічувала 15 осіб, озброєних червоною фарбою. Було заявлено, що зловмисники облили фарбою частину офісу і залишили листівку з посланням «Проллється кров». Унаслідок інциденту ніхто не постраждав.
Представники каналу заявили про намір звернутися до Президента особисто з проханням розслідування інциденту.

### Реакція ЗМІ Російської Федерації
У газеті «Московский Комсомолец» за 19 квітня 2016 року вийшла стаття під заголовком «Українцям дозволили дивитися серіал про хороших ополченців в Донбасі», де йдеться про те, що експертна рада Держкіно України не знайшла порушень у телесеріалі «Не зарікайся», в якому донбаські ополченці представлені з позитивного боку. Раніше серіал піддавався критиці через те, що у «Не зарікайся» українські силовики постають в негативному світлі, тоді як прихильники ДНР та ЛНР показані з гарного боку.
Подібні публікації, із заголовками «В Україні не заборонять серіал, де позитивно зображені ополченці», вийшли на російських сайтах «Информационное Агентство FWnews.ru», «ThePolitics.info» та інших.

### Результати розслідування Незалежної медійної ради
26 квітня Незалежна медійна рада під головуванням Наталії Лигачової та за участі 12 осіб, зокрема Романа Головенка, Ігоря Розкладая, Діани Дуцик, Наталії Гуменюк, Антоніни Черевко, Олександра Бурмагіна та інших, більшістю голосів, за наявності окремих думок, визнала відсутність порушень законодавства України, а саме норм ч. 2 ст. 6 Закону України «Про телебачення і радіомовлення» та ст. 15 і 15-1 Закону України «Про кінематографію» при трансляції 66-ї серії телесеріалу «Не зарікайся» телеканалом «Україна».
Водночас, Незалежна медійна рада вважає, що медіа могли б утриматися від художнього зображення відповідних подій на Донбасі до закінчення гострої напруги в конфлікті. Оскільки художні твори на такі конфліктно чутливі теми — через можливість їх неоднозначного трактування глядачами — можуть посилювати розкол у суспільстві, рада закликає виробників телевізійного та кінопродукту бути особливо відповідальними та обережними, приймаючи рішення щодо художнього зображення таких подій, консультуватися з фахівцями з психології, соціології у майбутньому.
Натомість, радою визнані абсолютно неприпустимим застосування насильства щодо сторони конфлікту, що висловлює, на думку частини громадськості, іншу позицію, навіть якщо вона йде в розріз із патріотичним дискурсом (як це було у випадку з хуліганським нападом на офіс телеканалу «Україна» в Києві, що стався 22 квітня 2016 року). Подібні рада засудила як ті, що штовхають суспільство на далекий від демократії шлях. Усі суперечки було запропоновано вирішувати в ненасильницький спосіб.

### Рішення Національної ради України з питань телебачення і радіомовлення
У результаті власного засідання 28 квітня 2016 року Нацрада з питань телебачення і радіомовлення оголосила попередження телеканалу «Україна» через серіал «Не зарікайся». Нацрада констатувала порушення телеканалом «Україна» таких норм закону «Про телебачення і радіомовлення»: абзац 8 частини 2 статті 6 (трансляція програм, що можуть завдати шкоди дітям), абзац 13 частини 2 статті 6 (поширення інформації, яка порушує законні права та інтереси осіб, посягає на честь і гідність осіб). За це каналу оголошено попередження та вказано на неприпустимість порушення в подальшому. У своєму рішенні Нацрада послалася на експертний висновок заступника директора з наукової роботи Інституту соціальної та політичної психології НАПН України Любові Найдьонової щодо психологічного впливу серіалу, де вказано:
| 1) Історії представлені у серії, що аналізувалася, можуть формувати викривлене уявлення пересічного громадянина, громадянина щодо подій, які відбуваються на сході, дезорієнтувати глядача. 2) Формування позитивних образів ЛНРівців, керівників загонів, впорядкованості життя бандитів, підтримка їх населенням підштовхує до висновку про марність і безглуздість захисту країни воєнним шляхом, знижує моральний дух військових, ображає учасників АТО та демобілізованих. 3) З погляду кризової психології позитивного впливу в напрямі примирення не відбуватиметься, перегляд сприятиме зростанню тривоги і депресивних пригнічених станів, невизначеності, може спровокувати агресивні реакції. |
Член Нацради Олександр Ільяшенко сказав: 
| «Ви ступили на мінне поле, почавши знімати цей серіал»[44]. |